# سيكلون تايلور
سيكلون تايلور (بالإنجليزية: Cyclone Taylor)‏ (و. 1884 – 1979 م) هو لاعب هوكي الجليد، ولاعب لكروس، وسياسي  كندي، ولد في Tara, Ontario ‏، مركز لعبه هو مهاجم ‏، توفي في فانكوفر، عن عمر يناهز 95 عاماً.

## جوائز
حصل على جوائز منها:
- كأس ستانلي
- قاعة مشاهير الهوكي
- قاعة كولومبيا البريطانية للمشاهير الرياضية  [لغات أخرى]‏
- قاعة كندا للمشاهير الرياضية  [لغات أخرى]‏
- عضو رتبة الإمبراطورية البريطانية